# Ян, Иво (младший)
Иво Ян (словен. Ivo Jan; род. 3 апреля 1975, Есенице) — югославский и словенский хоккеист, выступавший на позиции центрального нападающего. Сын хоккеиста Иво Яна. 

## Карьера

### Клубная
Воспитанник школы клуба «Олимпия» (Любляна). За команду с перерывами Ян провел 10 сезонов. Кроме того хоккеист выступал в низших американских дивизионах и чемпионатах  Германии, Финляндии, Швеции, Италии, а также Австрийской хоккейной лиге.

### Тренерская
В 2012 году вошёл в тренерский штаб «Олимпии». Вскоре Ян возглавил команду. Однако по окончании первенства он был отправлен в отставку.

### В сборной
За сборную Словении выступал на многих чемпионатах мира. Долгое время считался одним из самых острых и талантливых хоккеистов в словенском хоккее.

## Достижения
- Чемпион Словении (5): (1995, 1996, 1997, 1999, 2003)
- Чемпион Австрийской хоккейной лиги: 2001